# Lista de presidentes da República Árabe do Iêmen
O Presidente da República Árabe do Iêmen foi o chefe de Estado do país, que corresponde ao atual norte do Iêmen. Houve seis presidentes no Iêmen do Norte:

## Lista dos Presidentes da República Árabe do Iêmen (1962–1990)
| Nº  | Fotografia           | Nome (Nascimento-Morte)                                               | Início do mandato      | Fim do mandato          | Partido Político | Notas                         |
| --- | -------------------- | --------------------------------------------------------------------- | ---------------------- | ----------------------- | ---------------- | ----------------------------- |
| 1   |                      | Abdullah as-Sallal عبد الله السلال (1917–1994)                        | 27 de setembro de 1962 | 5 de Novembro de 1967   | Militar          | Deposto em um golpe de Estado |
| 2   |                      | Abdul Rahman al-Iryani عبد الرحمن الإرياني (1908–1998)                | 5 de novembro de 1967  | 13 de Junho de 1974     | Sem partido      | Deposto em um golpe de Estado |
| 3   |                      | Ibrahim al-Hamdi إبراهيم الحمدي (1943–1977)                           | 13 de Junho de 1974    | 11 de Outubro de 1977   | Militar          | Assassinado                   |
| 4   |                      | Ahmad al-Ghashmi أحمد حسين الغشمي (1938–1978)                         | 11 de Outubro de 1977  | 24 de Junho de 1978     | Militar          | Assassinado                   |
| 5   |                      | Abdul Karim Abdullah al-Arashi عبد الكريم عبد الله العرشي (1934–2006) | 24 de Junho de 1978    | 18 de Julho de 1978     | Militar          |                               |
| 6   |                      | Ali Abdullah Saleh علي عبدالله صالح (1942-2017)                       | 18 de Julho de 1978    | 24 de Agosto de 1982    | Militar          |                               |
| (6) | 24 de Agosto de 1982 | Ali Abdullah Saleh علي عبدالله صالح (1942-2017)                       | 22 de Maio de 1990     | Congresso Geral do Povo |                  |                               |